# Altin Lala
Altin Lala (Tirana, Albania, 18 de noviembre de 1975) es un exfutbolista albanés que jugaba de mediocampista.

## Selección nacional
Fue internacional con la selección de Albania en 79 ocasiones, en las que anotó tres goles, entre 1998 y 2011.

## Clubes
| Club                | País     | Año       |
| ------------------- | -------- | --------- |
| Borussia Fulda      | Alemania | 1993-1998 |
| Hannover 96         | Alemania | 1998-2012 |
| Bayern de Múnich II | Alemania | 2012      |